# Al-Ladżdż asz-Szamali
Al-Ladżdż asz-Szamali (arab. اللج الشمالي) – miejscowość w Syrii, w muhafazie Idlib. W 2004 roku liczyła 1625 mieszkańców.